# Milizac
Milizac är en kommun i departementet Finistère i regionen Bretagne i västra Frankrike. Kommunen ligger i kantonen Saint-Renan som tillhör arrondissementet Brest. År 2018 hade Milizac 3 719 invånare.

## Befolkningsutveckling
Antalet invånare i kommunen Milizac
Referens:INSEE